# Mondovino
Mondovino es un documental del director de cine Jonathan Nossiter. Tal como dice su nombre, aborda  los conflictos del “mundo del vino” en la actualidad, tocando temas como la globalización, la concentración del poder, la estandarización de la industria del vino y la influencia de Estados Unidos. La película estrenada en el Festival de Cannes 2004, plantea la lucha entre la “vieja Europa” y los Estados Unidos en la industria del vino. La película fue filmada en Francia, Estados Unidos, Argentina e Italia, con una cámara digital manual. Duración: 135 minutos.

## Contexto
La industria del vino tal como se ha conocido en el pasado ha evolucionado desde los años 80s hasta ahora. Tradicionalmente una industria más bien europea, local, de pequeños productores que tomaban largos períodos de tiempo para su producción, de empresas familiares que producían vinos valorados por su carácter único y reflejo de su terroir, con una relación natural y estrecha entre la tierra y el hombre. Casi una forma de vivir. Tal es el caso de la familia Montille en Borgoña, que lucha por defender las pocas hectáreas de tierra de sus ancestros. 
En contrapunto, la industria se ha ido transformando en una de grandes empresas transnacionales, de mercado internacional, basada en la imagen, política e influencias, que produce vinos fáciles de beber, de gusto internacional, sin un carácter especial y de masas. Los personajes en el documental de este “nuevo mundo del vino” son personas como el asesor en enología más influyente del mundo, Michel Rolland; el imperio vitivinícola de la familia de Robert Mondavi, de California, las familias aristocráticas italianas y francesas que se han “vendido al nuevo sistema”, abandonado sus tradiciones y  amor por la tierra; y Robert M. Parker, el crítico de vinos más importante del mundo y amigo íntimo de Michel Rolland.